# ÖHB-Pokal der Frauen 2010/11
Der ÖHB-Cup der Frauen 2010/11 war die 24. Austragung des österreichischen Hallenhandball-Pokalwettbewerbs. Titelverteidiger waren die Damen von Hypo Niederösterreich, die den Pokal auch im Endspiel gegen die Mannschaft von Hypo Niederösterreich II erfolgreich verteidigen konnten.

## Teilnehmende Mannschaften
Teilnahmeberechtigt am ÖHB-Pokal waren die elf Mannschaften der Women Handball Austria (Hypo Niederösterreich nahm an der Meisterschaft nicht teil, da die Mannschaft in der Adria-Liga WRHL spielte, war aber im Cup vertreten), zwei Mannschaften der zweitklassigen Handball Bundesliga Frauen sowie sieben Landesvertreter. Es spielten also 20 Vereine um den Pokal 2010/11.
Die Begegnungen wurden ab der ersten Runde zugelost, der unterklassigere Verein hatte dabei Heimrecht.

## Turnier

### Erste Runde
| Datum, Uhrzeit           | Heimmannschaft                      | Ergebnis          | Gastmannschaft                         |
| ------------------------ | ----------------------------------- | ----------------- | -------------------------------------- |
| 12. Nov. 2010, 20:00 Uhr | HC Eferding (LL) 6 Koch             | 17 : 42 (9 : 16)  | Union Korneuburg (2L) 9 Sauberer, Rath |
| 14. Nov. 2010, 15:00 Uhr | ZV Wiener Neustadt (1L) 7 Ristovska | 24 : 39 (12 : 19) | Hypo Niederösterreich 2 (1L) 7 Thurner |
| 27. Nov. 2010, 19:00 Uhr | SPG UHI Tirol (2L) 8 Auer-Yilmaz    | 23 : 25 (13 : 14) | WAT Atzgersdorf (1L) 8 Lazar           |
| 5. Dez. 2010, 11:00 Uhr  | Union St. Pölten (2L) 6 Felsberger  | 21 : 32 (11 : 18) | HC BW Feldkirch (1L) 12 Vlahović       |

### Achtelfinale
| Datum, Uhrzeit           | Heimmannschaft                                            | Ergebnis          | Gastmannschaft                         |
| ------------------------ | --------------------------------------------------------- | ----------------- | -------------------------------------- |
| 8. Dez. 2010, 12:30 Uhr  | Bregenz Handball (LL) 9 Grabher                           | 28 : 25 (14 : 11) | UHC Eggenburg (1L) 12 Datler           |
| 12. Dez. 2010, 15:00 Uhr | SG UHC Landhaus/WAT 21 (2L) 6 Gorejova                    | 23 : 17 (15 : 12) | SSV Dornbirn/Schoren (1L) 4 Bundovic   |
| 5. Jan. 2011, 20:00 Uhr  | SG Graz AG (2L) 7 Gfrerer                                 | 30 : 25 (13 : 10) | ATV Trofaiach (2L) 7 Rumpold           |
| 9. Jan. 2011, 16:00 Uhr  | Hypo Niederösterreich (1L) 8 Nascimento, De Moraes Cararo | 38 : 11 (18 : 7)  | SG Kärnten (1L) 5 Musalem-Araos        |
| 9. Jan. 2011, 17:00 Uhr  | HC BW Feldkirch (1L) 5 Kuhn                               | 23 : 28 (13 : 11) | MGA Fivers (1L) 8 Frey                 |
| 9. Jan. 2011, 18:00 Uhr  | WAT Atzgersdorf (1L) 8 Vancova                            | 33 : 24 (11 : 11) | UHC Stockerau (1L) 7 Führer            |
| 10. Jan. 2011, 19:15 Uhr | Union Korneuburg (2L) 5 Rath                              | 22 : 21 (12 : 6)  | DHC WAT Fünfhaus (1L) 10 Leitner       |
| 10. Jan. 2011, 20:00 Uhr | UHC Tulln (1L) 9 C. Flandorfer                            | 15 : 29 (10 : 13) | Hypo Niederösterreich 2 (1L) 7 Ivancok |

### Viertelfinale
| Datum, Uhrzeit           | Heimmannschaft                                 | Ergebnis          | Gastmannschaft                         |
| ------------------------ | ---------------------------------------------- | ----------------- | -------------------------------------- |
| 30. Jan. 2011, 12:30 Uhr | Bregenz Handball (LL) 7 Grabher                | 24 : 34 (12 : 15) | WAT Atzgersdorf (1L) 9 Pock            |
| 1. Feb. 2011, 19:30 Uhr  | SG Graz AG (2L) 7 Lipp                         | 20 : 23 (12 : 11) | Hypo Niederösterreich 2 (1L) 6 Dedic   |
| 16. Feb. 2011, 19:30 Uhr | Hypo Niederösterreich (1L) 13 Rotis-Nagy       | 38 : 18 (19 : 11) | MGA Fivers (1L) 5 Frey                 |
| 27. Feb. 2011, 17:00 Uhr | Union Korneuburg (2L) 4 Lauter, Krautschneider | 21 : 19 (11 : 11) | SG UHC Landhaus/WAT 21 (2L) 7 Gorejova |

### Halbfinale
| Datum, Uhrzeit           | Heimmannschaft                 | Ergebnis         | Gastmannschaft                                 |
| ------------------------ | ------------------------------ | ---------------- | ---------------------------------------------- |
| 10. Apr. 2011, 18:00 Uhr | Union Korneuburg (2L) 4 Rath   | 13 : 46 (6 : 21) | Hypo Niederösterreich (1L) 11 Piedade          |
| 16. Apr. 2011, 20:00 Uhr | WAT Atzgersdorf (1L) 5 Vancova | 16 : 26 (7 : 14) | Hypo Niederösterreich 2 (1L) 8 Thurner, Kaiser |

### Spiel um Platz 3
Da es der zweiten Mannschaft von Hypo Niederösterreich nicht gestattet war, an internationalen Wettbewerben teilzunehmen, wurde der dritte Platz einmalig ausgespielt. Der Sieger war dadurch International spielberechtigt.
| Datum, Uhrzeit          | Heimmannschaft                    | Ergebnis          | Gastmannschaft                 |
| ----------------------- | --------------------------------- | ----------------- | ------------------------------ |
| 10. Mai 2011, 18:00 Uhr | Union Korneuburg (2L) 7 Schindler | 31 : 27 (12 : 14) | WAT Atzgersdorf (1L) 7 Vancova |

### Finale
Das Finalspiel wurde gemeinsam mit dem Spiel um den dritten Platz in der Südstadt ausgetragen.
| Datum, Uhrzeit          | Heimmannschaft                          | Ergebnis          | Gastmannschaft                          |
| ----------------------- | --------------------------------------- | ----------------- | --------------------------------------- |
| 10. Mai 2011, 20:00 Uhr | Hypo Niederösterreich (1L) 9 Nascimento | 31 : 27 (12 : 14) | Hypo Niederösterreich 2 (1L) 10 Ivancok |